# Merle abyssinien
Turdus abyssinicus
Espèce
Le Merle abyssinien (Turdus abyssinicus) est une espèce de passereaux de la famille des Turdidae.
Il vit en Afrique de l'Est, notamment en Éthiopie et les Forêts d'altitude du rift Albertin.